# Banc Nacional de Bèlgica
El Banc Nacional de Bèlgica (NBB; neerlandès: Nationale Bank van België, francès: Banque nationale de Belgique, alemany: Belgische Nationalbank) és el membre belga de l'Eurosistema. Va ser establert per una llei del 5 de maig de 1850 i ha estat l'autoritat monetària de Bèlgica des d'aleshores fins al 1998. Era el responsable d'emetre el franc belga (tot i que amb interrupció durant la Primera Guerra Mundial i amb una duplicació durant la Segona Guerra Mundial, quan van operar dos Bancs Nacionals amb lleialtats divergents, en paral·lel de Brussel·les i Londres entre juliol de 1941 i setembre de 1944.
Des del 2011, el Banc Nacional també és l'autoritat de supervisió prudencial de Bèlgica i, des del 2014, la seva autoritat nacional competent dins de la Supervisió bancària europea. En l'àmbit de la infraestructura del mercat financer, destaca com a supervisor d'Euroclear i principal supervisor de SWIFT. Les tasques addicionals inclouen la gestió de les reserves de divises; la recollida, circulació i anàlisi d'informació econòmica i financera; un paper d'ambaixador financer davant d'organismes econòmics i financers internacionals; i serveis per a l'Estat belga, el sector financer belga i el públic en general.
El govern belga té la meitat del capital del Banc Nacional des de les conseqüències de la Segona Guerra Mundial. Per tant, segueix sent un dels relativament pocs bancs centrals el capital social dels quals està en part en mans privades, amb accions que es cotitzen a Euronext Brussels.

## Governadors
- François-Philippe de Haussy (1850-1869)
- Eugène Prévinaire (1870-1877)
- André-Eugène Pirson (1877-1881)
- Alexandre Jamar (1882-1888)
- Eugène Anspach (1888-1890)
- Victor Van Hoegaerden (1891-1905)
- Théophile de Lantsheere (1905-1918)
- Leon Van der Rest (1918-1923)
- Fernand Hautain (1923-1926)
- Louis Franck (1926-1937)
- Georges Janssen (1938-1941)
- Albert Goffin (1941)
- Georges Theunis (1941-1944)
- Maurice Frère (1944-1957)
- Hubert Ansiaux (1957-1971)
- Robert Vandeputte (1971-1975)
- Cecil de Strycker (1975-1982)
- Jean Godeaux (1982-1989)
- Alfons Verplaetse (1989-1999)
- Guy Quaden (1999-2011)
- Luc Coene (2011-2015)
- Jan Smets (2015-2019)
- Pierre Wunsch (2019-)